# Thermofluiddynamik
Die Thermofluiddynamik ist ein Teilgebiet der Physik, welches sich aus den Fachgebieten der Thermodynamik und der Fluidmechanik zusammensetzt. Das Gebiet entstand aus der Motivation daraus, dass in vielen technischen Anwendungen eine Überschneidung beider Themen stattfindet und oft in einer wechselwirkenden Beziehung angewandt werden. In der Physik beschreibt der Begriff Fluid sowohl Gase als auch Flüssigkeiten, es wird sich also nicht direkt mit der Dynamik von festen Stoffen beschäftigt. Die Thermofluiddynamik ist ein Gebiet der modernen, angewandten Physik und ist Grundlage zur Berechnung einer Vielzahl von technischen Systemen.

## Anwendungsgebiete
Die Thermofluiddynamik findet in vielen verschiedenen Bereichen ihre Anwendung, einige davon sind beispielsweise:
- Energietechnik (Verdichter, Expander, Ventile, Wärmeübertrager)
- Versorgungstechnik (Heizung, Lüftung, Klimatisierung, Gas, Fernwärme)
- Verfahrenstechnik (Stoffwandlungen, Stofftransport),
- Umwelttechnik (Kläranlagen, Rauchgasreinigung, Schadstoffausbreitung)
- Verkehrstechnik (Fahrzeug-, Luft- und Raumfahrttechnik → Aerodynamik, Antriebstechnik)

Es gibt darüber hinaus noch eine Vielzahl weiterer, spezialisierter oder aus den oben genannten Bereichen abgeleitete Anwendungen.

## Thermodynamik
Die Thermodynamik, allgemein auch als Wärmelehre bekannt, ist ein Teilgebiet der Physik und befasst sich mit den Begriffen der Temperatur, Druck, Volumen und Energie in geschlossenen und offenen Systemen, sowie der thermischen Wechselwirkung zwischen diesen Systemen. Ursprünglich aus dem Studium von Dampfmaschinen entstanden, beschäftigt sie sich heute vor allem mit der Umwandlung von Energien (mechanische Energie, thermische Energie), wodurch sie auch in vielen technischen Anwendungen vorkommt.
Besonders relevante Phänomene sind hier beispielsweise die Temperaturveränderung eines Fluids bei Kompression oder Expansion (siehe Linde-Verfahren) oder auch die benötigte Energie, um eine Phasenveränderung herbeizuführen.

## Fluiddynamik
Fluiddynamik bzw. Strömungslehre ist ein Teilgebiet der Physik und befasst sich mit der Lehre von Gasen und Fluiden, die sich in Bewegung befinden. Die Fluiddynamik spielt bspw. bei der Planung und Verlegung von Rohrleitungssystemen eine zentrale Rolle. Hierbei kann von stationären als auch von instationären Strömungen die Rede sein. Bleibt in einem fixierten Punkt im Raum im Strömungsfeld die Geschwindigkeit konstant, so spricht man von einer stationären Strömung. Ändert sich die Geschwindigkeit, so kann von einer instationären Strömung ausgegangen werden.

### Kontinuitätsgleichung
Häufig kann in der Technik von einer stationären Strömung ausgegangen werden. Betrachtet man ein Kontrollvolumen (z. B. ein Rohrstück) und bilanziert die Massenströme um das Volumen, kommt man auf die stationäre Massenbilanz eines offenen Systems oder auch Kontinuitätsgleichung genannt.

### Unterscheidung zwischen idealen und realen Fluiden

#### Kompressibilität
Eine Eigenschaft der Fluide ist die Kompressibilität, die die Änderung der Dichte eines Fluids bei Druckänderung beschreibt und die Eigenschaft der Volumenänderung bei Temperaturänderung. Die Kompressibilität eines Fluids ist das Entscheidungskriterium hinsichtlich einer Unterscheidung zwischen Gas (kompressibel) und Flüssigkeit (nahezu inkompressibel).
Die Annahme eines inkompressiblen Fluids ist daher eine Idealisierung des physikalischen Verhaltens, wenn das Fluid einer Volumenänderung einen großen Widerstand entgegensetzt. Die Unterscheidung nach inkompressiblen und kompressiblen Fluiden betrifft auch die Fluiddynamik, denn Strömungskinetik bzw. -kräfte können bei kompressiblen Fluiden zu einer Dichteänderung führen und damit wieder Rückwirkungen auf die Strömung haben.
Unter den Begriffen Hydraulik (nahezu inkompressible Fluide wie Flüssigkeiten, meist Öl) und Pneumatik (kompressible Fluide wie Gase, meist Luft) werden Techniken verstanden, die „Kraftbewegungen“ mit Fluiden verwirklichen und steuern. Weiterhin wird zwischen idealen und realen Fluiden unterschieden.

#### Ideale (Reibungsfreie) Fluide
Ideale Fluide sind inkompressibel, das bedeutet, dass die Dichte des Fluids bei Druckveränderung konstant bleibt. Sie sind nicht viskos und deshalb reibungsfrei. Alle strömenden Fluidteilchen in einer Strömung eines idealen Fluids haben eine gleich große und eine gleichgerichtete Geschwindigkeit. Strömungen idealer Fluide werden Potentialströmungen genannt. Unter Annahme eines über den Strömungsquerschnitt konstanten Strömungsprofils kann mit der Vereinfachung von einer 1-dimensionalen Strömung ausgegangen werden. Dies ist in der praktischen Anwendung von großer Bedeutung, da 3-dimensionale Strömungsgleichungen in der Regel nur mit Hilfe numerischer Verfahren (CFD) gelöst werden können.

#### Reale Fluide
Bei realen Fluiden muss zwischen einer laminaren und einer turbulenten Strömung unterschieden werden. Jede Strömung ist bei entsprechend niedriger Geschwindigkeit laminar. Erhöht man die Geschwindigkeit, so wird die Strömung eines reellen Fluides instabil und wird zu einer turbulenten Strömung. Diese ist dadurch gekennzeichnet, dass der Betrag und die Richtung der Hauptgeschwindigkeit von unregelmäßigen Schwankungen überlagert sind. Die Vorausberechnung der Umströmung stumpfer Körper durch ideale Fluide liefert ein Strömungsbild, bei dem die Stromlinien sich an die Kontur schmiegen und hinter dem Körper wieder schließen. Bei der Annahme eines realen Fluids ergibt sich nur im vorderen Bereich ein ähnliches Bild. Etwa an der dicksten Stelle des Körpers lösen sich die Stromlinien ab. Diese Erscheinung wird Ablösung genannt. Der Raum zwischen der Körperrückseite und den rasch strömenden Fluidpartien füllt sich mit Fluid, das geringere lokale und weniger rechtete, wirbelige Bewegungen ausführt.

## Formeln der Thermofluiddynamik

### Ideale Gasgleichung
Für ein ideales Gas gilt für die Dichte in Abhängigkeit von Druck und Temperatur das ideale Gasgesetz.
{\displaystyle \rho ={\frac {p}{R_{i}\cdot T}}}
mit {\displaystyle R_{i}} der spezifischen Gaskonstante.

### Kinematische Viskosität
Die kinematische Viskosität eines Fluids ist das Verhältnis der dynamischen Viskosität zur Dichte des Fluids. Sie wird auch als spezifische Viskosität bezeichnet:
{\displaystyle \nu ={\frac {\eta }{\rho }}.}
mit {\displaystyle \eta } der dynamischen Viskosität.

### Statischer Druck
Der statische Druck in einem ruhenden Fluid ist wie folgt definiert: Es ist die Kraft, die senkrecht auf eine Fläche wirkt. Dieser Druck ist ortsabhängig und muss somit für sehr kleine Flächen definiert werden.
{\displaystyle p=\lim _{\Delta A\to 0}\ {\frac {\Delta F}{\Delta A}}.}

### Massen und Volumenstrom
Der Volumenstrom {\displaystyle {\dot {V}}} ist das Volumen {\displaystyle \Delta V} eines Fluid, das pro Zeitdauer {\displaystyle \Delta t} durch den Querschnitt {\displaystyle A_{c}} strömt.
{\displaystyle {\dot {V}}={\frac {\Delta V}{\Delta t}}.}
Bei bekannter Querschnittsfläche {\displaystyle A_{c}} und aus der mittleren Strömungsgeschwindigkeit {\displaystyle \omega _{m}} im Querschnitt, kann ebenso der Volumenstrom {\displaystyle {\dot {V}}} berechnet werden.
{\displaystyle {\dot {V}}=\omega _{m}\cdot A_{c}.}
Genau wie der Volumenstrom {\displaystyle {\dot {V}}} ist der Massenstrom {\displaystyle {\dot {m}}} definiert. Die Masse {\displaystyle \Delta m} eines Fluid, die pro Zeitdauer {\displaystyle \Delta t} durch den Querschnitt {\displaystyle A_{c}} strömt.
{\displaystyle {\dot {m}}={\frac {\Delta m}{\Delta t}}.}
Der Massenstrom {\displaystyle {\dot {m}}} der durch einen Querschnitt mit bekannter Querschnittsfläche {\displaystyle A_{c}} strömt, kann aus der mittleren Strömungsgeschwindigkeit {\displaystyle \omega _{m}} und der Dichte {\displaystyle \rho } des Fluids im Querschnitt bestimmt werden.
{\displaystyle {\dot {m}}=\rho \cdot {\dot {V}}=\rho \cdot \omega _{m}\cdot A_{c}.}
Häufig ist (z. B. bei laminarer Strömung) die Strömungsgeschwindigkeit {\displaystyle \omega } in einem Strömungsquerschnitt nicht konstant, sondern ortsabhängig.
Deswegen wird zur Ermittlung des Volumen- und Massenstromes durch einen Querschnitt der Mittelwert {\displaystyle \omega _{m}} der Geschwindigkeit bestimmt.
{\displaystyle \omega _{m}={\frac {1}{A_{c}}}\int \omega \,\mathrm {d} A.}

### Kontinuitätsgleichung der Thermofluiddynamik
{\displaystyle {\dot {m}}_{1}={\dot {m}}_{2}.}
{\displaystyle \omega _{m,1}\cdot A_{c,1}\cdot \rho _{1}=\omega _{m,2}\cdot A_{c,2}\cdot \rho _{2}.}

### Bernoulli-Gleichung
Unter stationärer Strömung lässt sich (unter Vernachlässigung der Reibung) ein Gleichgewicht der Drücke erkennen
{\displaystyle \rho _{1}+{\frac {1}{2}}\rho _{1}\cdot (w^{2})_{1}+\rho _{1}\cdot g\cdot z_{1}=\rho _{2}+{\frac {1}{2}}\rho _{2}\cdot (w^{2})_{2}+\rho _{2}\cdot g\cdot z_{2}={\text{const.}}}

### Torricelli’sches Ausflussgesetz
Bei der Betrachtung von stationären Ausströmproblemen mit der vereinfachten Annahme, dass es sich um ein ideales Fluid handelt, kann in der Regel mit der Bernoulli-Gleichung gerechnet werden.
Die einfachste Form der Anwendung ist die stationäre Ausströmung aus einem oben offenen, beliebig geformten Behälter mit konstant gehaltenem Flüssigkeitsspiegel. Aus diesem Behälter strömt – durch eine relativ kleine Öffnung im unteren Bereich – Flüssigkeit aus.
Bei so einem Behälter kann die Bernoulli-Gleichung wie folgt vereinfacht werden:
{\displaystyle \rho _{1}=\rho _{2}=\rho .}
{\displaystyle \rho _{1}=\rho _{2}=\rho .}
{\displaystyle \omega _{1}\ll \omega _{2}\quad \rightarrow \quad \omega _{2}^{2}-\omega _{1}^{2}\approx \omega _{2}^{2}.}
Die Bernoulli-Gleichung sieht dann wie folgt aus:
{\displaystyle {\frac {\omega _{2}^{2}}{2}}+g\cdot (h_{2}-h_{1})=0.}
Wenn wir nun nach der Geschwindigkeit auflösen erhalten wir das Torricelli’sche Ausflussgesetz:
{\displaystyle \omega _{2}={\sqrt {2\cdot g\cdot h}}.}

## Schnittstellen/Anwendungsgebiete

### Bilanzierung
Die Bilanzgleichung ist ein Bestandteil der Thermofluiddynamik, da sie sowohl die Thermo-, als auch die Fluiddynamik benötigt. Bilanzgleichungen sind immer gleich aufgebaut, unabhängig von der Größe X, nach der bilanziert wird. Solche Größen können beispielsweise die Masse, die Energie, die Entropie oder auch Geld sein.
Der erste Schritt zur Erstellung einer Bilanz ist die Festlegung der Bilanzierungsgröße und des Bilanzraumes. Der monatliche Kontoauszug eines Bankkontos stellt beispielsweise nichts anderes als eine Bilanz der Geldmenge über die Zeitspanne eines Monats dar. Der Bilanzraum ist das Konto. Überweisungen von anderen Konten und Einzahlungen erhöhen die Geldmenge und Auszahlungen verringern diese.
Auf die Thermodynamik übertragen ist der Bilanzraum das thermodynamische System. Wird eine Menge der Bilanzierungsgröße X aus der Umgebung über die Systemgrenze transportiert, so erhöht sich die Menge X im System. Wird sie aus dem System über dessen Grenze an die Umgebung abgeführt, so verringert sich die Menge X im System. Außerdem können – sofern vorhanden – Quellen bzw. Senkungen im System die Menge X im System erhöhen bzw. verringern. Bei der Bilanzierung einer Teilmasse im System, beispielsweise der Masse des Gases Kohlendioxid (CO2), würde eine Reaktion unter Bildung von CO2 (z. B. Verbrennung) einer Quelle, eine Reaktion unter Verbrauch von CO2 (z. B. eine Photosynthese) einer Senkung entsprechen. Das System ist in sich geschlossen. Dies bedeutet, dass weder Energie zugeführt noch entnommen werden kann.

### Verfahrenstechnik
Die Verfahrenstechnik als Ingenieurdisziplin erforscht verschiedene Stoffänderungsverfahren, entwickelt und verwirklicht diese. Sie bezeichnet alle technischen Prozesse, in denen aus einem Rohmaterial oder -stoff ein Produkt hergestellt wird, das nach Art, Eigenschaft und Zusammensetzung verändert ist. Schon in der früheren Geschichte bediente sich der Mensch der Verfahrenstechnik, zum Beispiel bei der Umwandlung von Erzen in reine Metalle zum Schmieden von Waffen und Gebrauchsgegenständen.

### Fluidtechnik / Strömungstechnik
Die Fluid- bzw. Strömungstechnik setzt sich mit der Bewegung von Fluiden, also Gasen oder Flüssigkeiten, auseinander. Hierbei spielt die Energieübertragung durch Strömungen eine entscheidende Rolle. Die Hydraulik und Pneumatik sind die hauptsächlichen technischen Bereiche, in welchen die Fluidtechnik zum Tragen kommt. In einem gewöhnlichen PKW basieren meist mehrere Funktionen auf Hydrauliksystemen, wie zum Beispiel:
- Kraftstoff- und ölgefüllte Aggregate in Antrieben
- Schwingungsdämpfung
- Übertragung der Bremskraft
- Öffnen/Schließen von Verdecken bei Cabriolets
- Kippen von Anhängerladeflächen

### Energietechnik/Energieumwandlungen
Ein Anwendungsgebiet der Thermofluiddynamik ist in der Energietechnik zu finden. Bei der Konstruktion und Berechnung von Fluidsystemen, die z. B. der Stromerzeugung oder der Wärmeerzeugung dienen, muss man den Thermodynamischen, sowie den Fluiddynamischen Anteil des Fluids berücksichtigen. Solche Systeme sind heutzutage in fast jedem Haushalt weltweit verfügbar und für viele Menschen selbstverständlich. Ein Anwendungsbeispiel ist ein Heizungssystem in einem Einfamilienhaus. Da elektrische Heizungen immer seltener im Gebrauch sind und immer mehr solcher Fluidsysteme (Zentralheizungen) verwendet werden, braucht man bei der Konstruktion und Planung dieser Systeme Kenntnisse der Thermofluiddynamik. Da bei so einem Heizungssystem Wasser durch Rohre fließt und dieses dazu noch erwärmt wird, muss die Thermodynamik und die Fluiddynamik dieses Systems berücksichtigt werden.

### Versorgungstechnik
Unter Versorgungstechnik fasst man alle technischen Maßnahmen zusammen, die in Räumen und Gebäuden, aber auch Betriebsstätten und Einrichtungen, die keine Gebäude sind, der energetischen und stofflichen Ver- und Entsorgung dienen. Dazu gehört beispielsweise Beheizung und Beleuchtung sowie die Versorgung mit Wasser und Luft und die Entsorgung aller Abfallprodukte (Abwasser, Müll).
Versorgungstechnik schließt dabei alle Gebäudetypen sowie auch Anlagen mit ein. Der Begriff der Versorgungstechnik ist hierbei sehr weit gefächert und umfasst viele Teilgebiete, wobei der Hauptzweck der Versorgungstechnik ist, das Gebäude für Bewohner nutzbar zu machen. Die Thermofluiddynamik wird in vielen Teilgebieten der Versorgungstechnik genutzt, wie zum Beispiel bei Heizungen, Lüftungen oder Klimaanlagen. Dabei hilft die Thermofluiddynamik unter anderem bei der Dimensionierung von Rohr- und Ventilquerschnitten oder der Auslegung von Fördereinrichtungen. Hierbei sind vor allem Strömungsberechnungen der Gase und Flüssigkeiten essenziell. Weiterhin werden für die Wärmeversorgungstechnik unter anderem auch Wärmepumpen oder BHKW verwendet, welche auf thermofluiddynamische Prozesse aufbauen. Bei der Wärmepumpe zum Beispiel wird unter Aufwendung von technischer Arbeit thermische Energie aus einem Reservoir niedriger Temperatur aufgenommen und als Nutzwärme aus ein zu beheizendes System mit höherer Temperatur übertragen. Der hierbei verwendete Prozess ist im Prinzip die Umkehrung eines Wärmekraftprozesses, bei welchem Wärmeenergie aufgenommen wird und in mechanische Energie umgewandelt wird.